# Pyrus hajastana
Pyrus hajastana är en rosväxtart som beskrevs av Mulkidj.. Pyrus hajastana ingår i släktet päronsläktet, och familjen rosväxter. Inga underarter finns listade i Catalogue of Life.